# 過路灣路

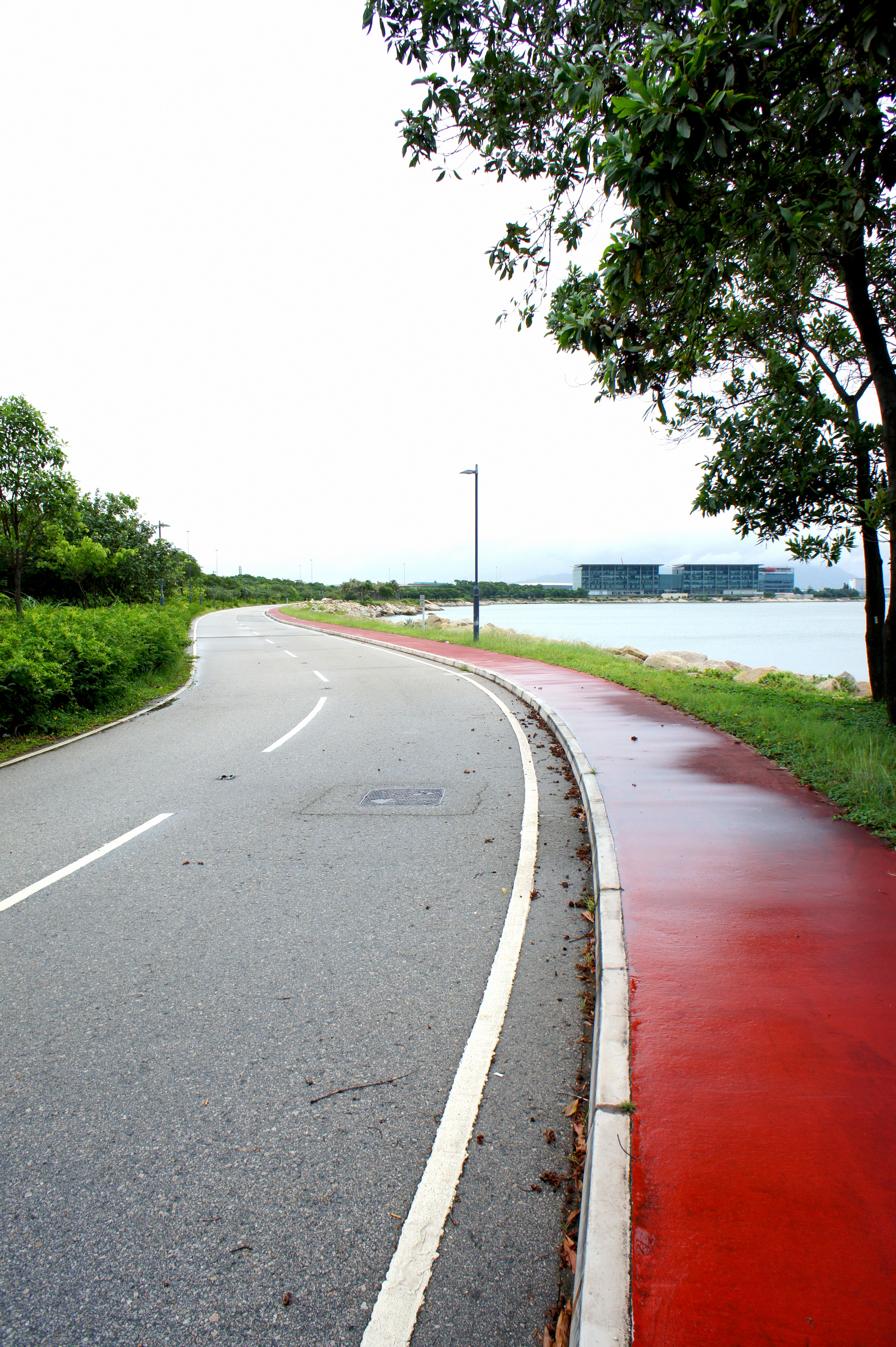
過路灣路及機場緩跑徑，遠方的建築物為中國航空大廈及港龍航空大廈。

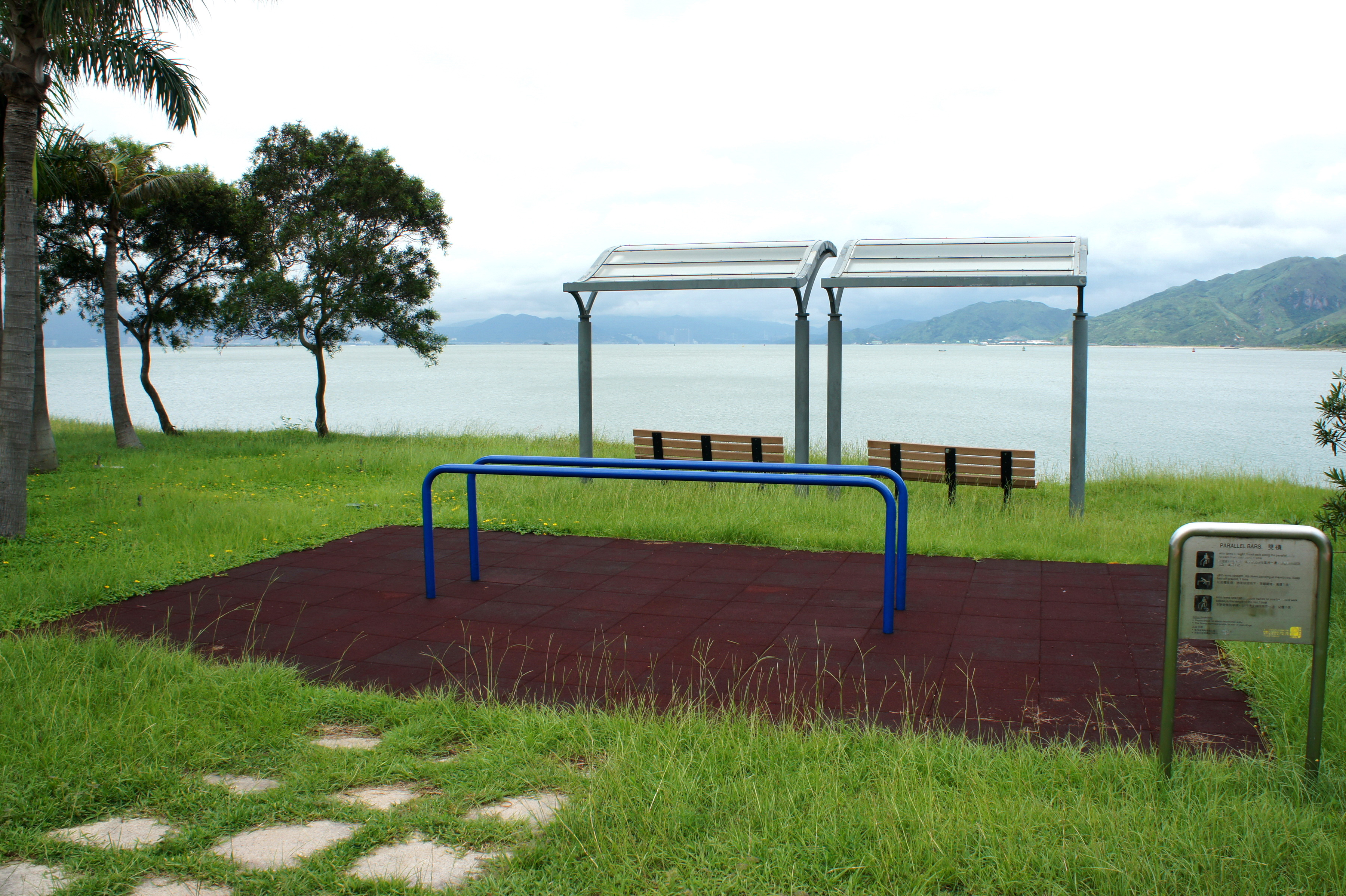
過路灣路上的運動設施及長椅

過路灣路（英語：Kwo Lo Wan Road）是香港赤鱲角東南部的一條道路，連接觀景路和東岸路，全長約1.61公里。
1990年代初，考古學家在赤鱲角東南面的過路灣發掘出數千年前的古物，有關當局便把這些古物永久安放在原址附近的機場古物園內。古物園位於過路灣路初段，附設古窯公園，供遊人使用。過路灣路中段繞過赤鱲角東南沿岸，此段同時是機場緩跑徑一部份，沿路種植的樹木數以萬計，且海岸天然和風景優美，是機場員工和東涌居民的健體好去處。末段與東岸路連接，行人亦可步行到位於東輝路的中國航空大廈、港龍航空大廈，以及於2012年落成的民航處新總部。
為配合港珠澳大橋香港接線配套措施，原有連接東岸路的一段封閉，改為連接東輝路。

## 交匯道路
- 觀景路
- 駿群路
- 東岸路

## 沿線建築物
- 機場古物園
- 古窯公園
- 機場緩跑徑
- 香港航空訓練大樓